# San Ignacio Río Muerto
San Ignacio Río Muerto è una municipalità dello stato di Sonora nel Messico settentrionale, il cui capoluogo è la località omonima.
Conta 14.549 abitanti (2010) e ha una estensione di 1.384,28 km².
La località è dedicata a Ignazio di Antiochia, santo della Chiesa cattolica; inoltre ricorda il Río Muerto, fiume che scorre nella zona.